# Bring Me to Life
„Bring Me to Life” este single-ul de debut al formației rock Evanescence de pe albumul Fallen. Atunci când single-ul a fost realizat, lista pieselor de pe Fallen nu era încă finalizată. Deși single-ul dovedește faptul că B-side-ul „Farther Away” este Versiunea Albumului, el a fost scos de pe album. Mixajul Bliss al piesei „Bring Me to Life”, alt B-side de pe single, este versiunea originală înainte de versiunea scrisă pentru coloana sonoră a filmului Daredevil cu cuvintele lui Paul McCoy.
Diferite versiuni ale single-ului „Bring Me to Life” au fost realizate ca promo, DVD-uri și alte versiuni cu altă ordine a pieselor. O foarte binecunoscută versiune este cea a single-ului australian. Pe această versiune, a patra piesă nu e versiunea video a piesei "Bring Me to Life”, ci alt B-side intitulat „Missing”. Această piesă a fost scoasă de pe album, însă realizată cu Anywhere But Home.
Sunt alte 2 versiuni demo cunoscute ale piesei, ambele fiind disponibile pe Internet. Ambele sunt variante acustice, indisponibile pe album. Pot fi gasite ocazițional pe site-urile peer-to-peer. Ambele versiuni sunt similare în compoziție, cu câteva mici diferențe (vocea lui Amy, efecte digitale ale sunetului). În nici una din aceste versiuni nu figurează vocea lui Paul McCoy.
Pentru performanțele live ale piesei „Bring Me to Life”, McCoy este înlocuit de chitaristul John LeCompt.

## Istoria piesei
Amy Lee a devenit inspirată să scrie cântecul după un incident ce a intervenit în timp ce ea era într-un restaurant.
„Am fost inspirată să scriu acest cîntec cînd cineva mi-a spus ceva” spune Lee la un concert în Tulsa. „Eram implicată într-o relație și eram complet tristă. Dar eu o ascundeam. Eram complet abuzată și încercam să-mi revin. Atunci i-am spus 10-15 cuvinte acelui băiat, care era prietenului unui prieten. Aștepam să-și facă cineva apariția, și am plecat într-un restaurant și am luat o masă. El se uita la mine și a spus: „Ești fericită?”. Mi-am simțit inima sărind, și era ca și cum el ar fi știut totul despre ce gândesc eu. Și am mințit, am spus că mă simt bine.*Amy Lee”—The Boston Phoenix
Lee a afirmat acest lucru și într-un interviu pentru VH1:
„VH1: Despre ce e cântecul („Bring Me to Life”)?

Lee: Despre deschiderea minții. Este despre trezirea spre toate lucrurile le care le-ai uitat mult timp. Într-o zi cineva mi-a spus ceva care mi-a făcut ca inima să alerge pentru o secundă și am realizat asta pentru lunile în care eram amorțită, doar să mergi prin mișcările vieții.*Amy Lee”—VH1 News
Într-un interviu numit „Amy Lee: Back In Black", ea spune că a scris „Bring Me To Life" despre vechiul ei prieten Josh, cu care este maritată din luna mai a anului 2007.
Inițial, piesa a urcat în topurile de rock creștin, parțial datorită versurilor care au fost (și încă mai sunt adesea) interpretate greșit ca fiind un apel pentru o viață nouă în Iisus Hristos (versurile folosesc unele imagini din biblie). Deoarece nu a înțeles corect versurile, John Tesh a prelut single-ul pentru albumul de rugăciuni A deeper Faith II.

## Video
Videoclipul pentru această melodie o reprezintă pe Amy Lee noaptea, în camera ei în timp ce formația și Paul McCoy cântă la etajele superioare. Amy iese pe fereastră din camera ei și se cațără pe clădire trecând pe lângă mai multe ferestre. În cântec figurează un duet dintre McCoy și Lee, înainte ca ea să cadă de pe clădire, în timp ce se ținea doar cu o mână. McCoy încearcă să o salveze, dar nu reușește; Lee cade de pe clădire. La sfârșitul videoclipului, Lee se află iarăși în dormitor. Este simbolic deoarece reprezintă pe o persoană care caută pe altcineva, iar asta „îl va trezi și îl va salva".Videoclipul a fost filmat in România.

## Lista pieselor
Single-ul pentru „Bring Me to Life" a fost realizat după debutul Evanescence cu albumul „'Fallen. Sunt două versiuni internaționale pentru single.
1. „Bring Me to Life” (Versiunea albumului) (Lee, A./Hodges, D./Moody, B.) — 3:56
2. „Bring Me to Life” (Bliss Mix) (Lee, A./Hodges, D./Moody, B.) — 3:59
3. „Farther Away” (versiunea albumului) (Lee, A./Hodges, D./Moody, B.) — 3:58
4. „Missing” (versiunea albumului) (Lee, A./Hodges, D./Moody, B.) — 4:15

- CD/DVD Single (ediția germană) (Realizată pe 20 mai, 2003)

1. „Bring Me to Life” (versiunea albumului) (Lee, A./Hodges, D./Moody, B.) — 3:56
2. „Bring Me to Life” (Bliss Mix) (Lee, A./Hodges, D./Moody, B.) — 3:59
3. „Farther Away” (versiunea albumului) (Lee, A./Hodges, D./Moody, B.) — 3:58
4. „Bring Me to Life” (videoclip) — 3:56

## Versuri
| Versiunea Fallen | Versiunile demo | Bliss Mix | Versiunea acustică |
| --- | --- | --- | --- |
| How can you see into my eyes like open doors Leading you down into my core Where I've become so numb Without a soul My spirit sleeping somewhere cold Until you find it there and lead it back home [Wake me up] Wake me up inside [I can't wake up] Wake me up inside [Save me] Call my name and save me from the dark [Wake me up] Bid my blood to run [I can't wake up] Before I come undone [Save me] Save me from the nothing I've become Now that I know what I'm without You can't just leave me Breathe into me and make me real Bring me to life [Wake me up] Wake me up inside [I can't wake up] Wake me up inside [Save me] Call my name and save me from the dark [Wake me up] Bid my blood to run [I can't wake up] Before I come undone [Save me] Save me from the nothing I've become Bring me to life I've been living a lie, there's nothing inside Bring me to life Frozen inside without your touch Without your love, darling Only you are the life among the dead All of this time I can't believe I couldn't see Kept in the dark but you were there in front of me I've been sleeping a thousand years it seems Got to open my eyes to everything Without a thought without a voice without a soul Don't let me die here There must be something more Bring me to life [Wake me up] Wake me up inside [I can't wake up] Wake me up inside [Save me] Call my name and save me from the dark [Wake me up] Bid my blood to run [I can't wake up] Before I come undone [Save me] Save me from the nothing I've become Bring me to life I've been living a lie, there's nothing inside [bring me to life] Bring me to life | How can you see into my eyes like open doors? Leading you down into my core Where I've become so numb Without a soul My spirit's sleeping somewhere cold Until you find it there and lead it back home Wake me up inside Call my name and save me from the dark Bid my blood to run Before I come undone Save me from the nothing I've become Bring me to life Now that I know what I'm without You can't just leave me Breathe into me and make me real Bring me to life Wake me up inside Call my name and save me from the dark Bid my blood to run Before I come undone Save me from the nothing I've become Bring me to life Frozen inside without your touch Without your love - darling Only you are the life among the dead Bring me to life Wake me up inside Call my name and save me from the dark Bid my blood to run Before I come undone Save me from the nothing I've become Bring me to life | How can you see into my eyes like open doors? Leading you down into my core Where I've become so numb Without a soul My spirit's sleeping somewhere cold Until you find it there and lead it back home Wake me up inside Call my name and save me from the dark Bid my blood to run Before I come undone Save me from the nothing I've become Now that I know what I'm without You can't just leave me Breathe into me and make me real Bring me to life Wake me up inside Call my name and save me from the dark Bid my blood to run Before I come undone Save me from the nothing I've become Bring me to life Frozen inside without your touch Without your love, darling Only you are the life among the dead I've been sleeping a thousand years it seems Got to open my eyes to everything Don't let me die here Bring me to life Wake me up inside Call my name and save me from the dark Bid my blood to run Before I come undone Save me from the nothing I've become Bring me to life Bring me to life Bring me to life | How can you see into my eyes like open doors? Leading you down into my core Where I've become so numb Without a soul My spirit's sleeping somewhere cold Until you find it there and lead it back home Wake me up inside Call my name and save me from the dark Bid my blood to run Before I come undone Save me from the nothing I've become Now that I know what I'm without You can't just leave me Breathe into me and make me real Bring me to life Wake me up inside Call my name and save me from the dark Bid my blood to run Before I come undone Save me from the nothing I've become Bring me to life Frozen inside without your touch Without your love, darling Only you are the life among the dead Wake me up inside Call my name and save me from the dark Bid my blood to run Before I come undone Save me from the nothing I've become Bring me to life |

### Înromână
| Versiunea Fallen | Versiunile demo | Bliss Mix | Versiunea acustică |
| --- | --- | --- | --- |
| Cum poți să vezi în ochii mei ca prin uși deschise? Conducându-te spre inima mea Unde am devenit atât de amorțită. Fără un suflet Spiritul meu doarme undeva rece Până-l vei gasi și-l vei ghida înapoi acasă. [Trezește-mă] Trezește-mă pe dinăuntru [Nu mă pot trezi] Trezește-mă pe dinăuntru [Salvează-mă] Strigă-mă și salvează-mă de întuneric [Trezește-mă] O picătură din sângele meu aleargă [Nu mă pot trezi] Înainte de a ajunge nenorocit [Salvează-mă] Salvează-mă de nimicul care am devenit Acum că știu ce sunt fără tine Nu mă poti lăsa pur și simplu Respiră spre mine și adu-ma la realitate Adu-mă la viață [Trezește-mă] Trezește-mă pe dinăuntru [Nu mă pot trezi] Trezește-mă pe dinăuntru [Salvează-mă] Strigă-mă și salvează-mă de întuneric [Trezește-mă] Fa-mi sângele sa curga [Nu mă pot trezi] Înainte de a ajunge un nimic [Salvează-mă] Salvează-mă de nimicul care am devenit Adu-mă la viață Am trait o minciună, nu e nimic înăuntru Adu-mă la viață Înghețat pe dinăuntru fără atingerea ta Fără dragostea ta, iubitule Numai tu esti viața, deasupra morții Tot acest timp, nu pot să cred ca nu am putut să văd Ascuns în întuneric, dar nu ai fost niciodată departe de mine Am dormit o mie de ani, se pare Pătrunzi în ochii mei cu totul Făra un gând, fără o voce, fără un suflet Nu mă lăsa să mor aici Trebuie sa fie altceva mai mult Adu-mă la viață [Trezește-mă] Trezește-mă pe dinăuntru [Nu mă pot trezi] Trezește-mă pe dinăuntru [Salvează-mă] Strigă-mă și salvează-mă de întuneric [Trezește-mă] Fă-mi sângele să curgă [Nu mă pot trezi] Înainte de a ajunge un nimic [Salvează-mă] Salvează-mă de niciunul care am devenit Adu-mă la viață Am trăit o minciună, nu e nimic înăuntru Adu-mă la viață | Cum poți să vezi în ochii mei ca prin uși deschise? Conducându-te spre inima mea Unde am devenit atât de amorțită. Fără un suflet Spiritul meu doarme undeva rece Până-l vei gasi și-l vei ghida înapoi acasă. Trezește-mă pe dinăuntru Strigă-mă și salvează-mă de întuneric Fa-mi sângele sa curga Înainte de a ajunge un nimic Salvează-mă de nimicul care am devenit Adu-mă la viață Acum că știu ce sunt fără tine Nu mă poți lăsa pur si simplu Respiră spre mine și adu-ma la realitate Adu-mă la viață Trezește-mă pe dinăuntru Strigă-mă și salvează-mă de întuneric Fa-mi sângele sa curgă Înainte de a ajunge un nimic Salvează-mă de nimicul care am devenit Adu-mă la viață Înghețat pe dinăuntru fără atingerea ta Fără dragostea ta, iubitule Numai tu esti viața, deasupra morții Adu-mă la viață Trezește-mă pe dinăuntru Strigă-mă și salvează-mă de întuneric Înainte de a ajunge un nimic Salvează-mă de nimicul care am devenit Adu-mă la viață | Cum poți să vezi în ochii mei ca prin uși deschise? Conducându-te spre inima mea Unde am devenit atât de amorțită. Fără un suflet Spiritul meu doarme undeva rece Până-l vei gasi și-l vei ghida înapoi acasă. Trezește-mă pe dinăuntru Strigă-mă și salvează-mă de întuneric Fa-mi sângele sa curga Înainte de a ajunge un nimic Salvează-mă de nimicul care am devenit Adu-mă la viață Acum că știu ce sunt fără tine Nu mă poți lăsa pur si simplu Respiră spre mine și adu-ma la realitate Adu-mă la viață Trezește-mă pe dinăuntru Strigă-mă și salvează-mă de întuneric Fa-mi sângele sa curgă Înainte de a ajunge un nimic Salvează-mă de nimicul care am devenit Adu-mă la viață Înghețat pe dinăuntru fără atingerea ta Fără dragostea ta, iubitule Numai tu esti viața, deasupra morții Adu-mă la viață Trezește-mă pe dinăuntru Strigă-mă și salvează-mă de întuneric Înainte de a ajunge un nimic Salvează-mă de nimicul care am devenit Adu-mă la viață | Cum poți să vezi în ochii mei ca prin uși deschise? Conducându-te spre inima mea Unde am devenit atât de amorțită. Fără un suflet Spiritul meu doarme undeva rece Până-l vei gasi și-l vei ghida înapoi acasă. Trezește-mă pe dinăuntru Strigă-mă și salvează-mă de întuneric Fa-mi sângele sa curga Înainte de a ajunge un nimic Salvează-mă de nimicul care am devenit Adu-mă la viață Acum că știu ce sunt fără tine Nu mă poți lăsa pur si simplu Respiră spre mine și adu-ma la realitate Adu-mă la viață Trezește-mă pe dinăuntru Strigă-mă și salvează-mă de întuneric Fa-mi sângele sa curgă Înainte de a ajunge un nimic Salvează-mă de nimicul care am devenit Adu-mă la viață iubitule i Trezește-mă pe dinăuntru Strigă-mă și salvează-mă de întuneric Înainte de a ajunge un nimic Salvează-mă de nimicul care am devenit Adu-mă la viață |

## Apariții
Piesa a fost realizată prima dată pe Daredevil: The Album, al nouălea cîntec. Evanescence era singura formație de pe soundtrack care avea două piese, a doua fiind „My Immortal” (varianta albumului) - a 17-a piesă, a nu se confunda cu versiunea formației care a fost realizată mai târziu ca single.
Când „Bring Me to Life" a fost realizat, imediat și-a găsit valoarea într-o largă varietate de media. Piesa a fost folosită ca muzică pentru programe de televiziune (ca „Emmerdale”), show-urile (pentru televiziunile comerciale ca „Without a Trace” și ”Tru Calling”), programe publicitare (ca „Indian Mitsubishi Lancer”), iar tema muzicală a fost folosită pentru WWE No Way Out 2003.
Un epidod din 2005 al emisiunii Video Mods de la MTV2 prezintă „Bring Me to Life” cîntată de caracterele Dusk și Dawn.
În seriile Rock Star: Supernova din 2006 figurează Zayra Alvarez, Jill Gioia și Storm Large cîntând propria variantă a piesei.
Într-un episod Pimp My Ride din sezonul 2, la începutul show-ului, Xzibit, examenând interiorul unei mașini citește de pe o hârtie versurile de la Bring Me To Life. De fapt, citește doar „How can you see into my eyes like open doors? Leading you down into my core. Wake up inside of me".

## Sample
| (audio)                                            | \| Bring Me to Life (info) \| \| "Bring Me to Life" de pe Fallen \| \| Probleme în audiția fișierelor? Vezi ajutor media. \| |
| Bring Me to Life (info)                            | |
| "Bring Me to Life" de pe Fallen                    | |
| Probleme în audiția fișierelor? Vezi ajutor media. | |

## Clasamente
Piesa a cucerit topuri din întreaga lume, inclusiv UK Singles Chart, Australian ARIA Singles Chart, și World Chart Unite, a ajuns la pe poziția 3 în Noua Zeelandă, și a atins #4 în Billboard Hot 100 în Statele Unite, devenind cel mai de succes single al formației până acum.
| Clasamentul (2003)                      | Poziția |
| --------------------------------------- | ------- |
| U.S. Billboard Hot 100                  | 5       |
| U.S. Billboard Adult Top 40             | 4       |
| U.S. Billboard Modern Rock Tracks       | 1       |
| Argentina Top 40 Single-uri             | 1 (4)   |
| Australia ARIA Charts Top 50 Single-uri | 1 (6)   |
| Austria Top 75 Single-uri               | 3       |
| Belgia Top 50 Single-uri                | 7       |
| Brazilia Top 100 Single-uri             | 2       |
| Canada Top 50 Single-uri                | 3       |
| Chile Top 20 Single-uri                 | 1       |
| Denemarca Top 20 Single-uri             | 2       |
| Franța Top 100 Single-uri               | 5       |
| Finlanda Top 20 Single-uri              | 11      |
| Germania Top 100 Single-uri             | 2       |
| Grecia IFPI Top 50 Single-uri           | 3       |

| Clasamentul (2003)                           | Poziția |
| -------------------------------------------- | ------- |
| Top 50 Single-uri                            | 2       |
| Italia Top 20 Single-uri                     | 1       |
| Japonia Top 100 Single-uri                   | 12      |
| Olanda Top 40 Single-uri                     | 6       |
| Noua Zeelandă RIANZ Top 40 Single-uri        | 3       |
| Norvegia Top 20 Single-uri                   | 2       |
| the Philippines Top 20 Singles               | 1       |
| Romania Top 100 Single-uri                   | 11      |
| Spania Los 40 Principales                    | 1       |
| Suedia Top 40 Single-uri                     | 2       |
| Elveția Top 100 Single-uri                   | 6       |
| Taiwan Top 10 Singles                        | 1       |
| Anglia Clasamentul Single-urilor Top (40/75) | 1 (4)   |
| Eurochart Hot 100 Singles                    | 1       |
| United World Chart                           | 1 (7)   |